# إلمار فيبر
إلمار فيبر (بالألمانية: Elmar Wepper)‏ هو ممثل ألماني، ولد في 16 أبريل 1944 في ألمانيا. من الجوائز التي نالها جائزة الشاعرة البافارية ‏ سنة 2016 ووسام الاستحقاق البافاري.

## جوائز
- جائزة الشاعرة البافارية [الإنجليزية]‏ (2016)
- وسام الاستحقاق البافاري

## وصلات خارجية
- إلمار فيبر على موقع IMDb (الإنجليزية)
- إلمار فيبر على موقع روتن توميتوز (الإنجليزية)
- إلمار فيبر على موقع مونزينجر (الألمانية)
- إلمار فيبر على موقع ألو سيني (الفرنسية)
- إلمار فيبر على موقع ميوزك برينز (الإنجليزية)
- إلمار فيبر على موقع أول موفي (الإنجليزية)
- إلمار فيبر على موقع ديسكوغز (الإنجليزية)
- إلمار فيبر على موقع قاعدة بيانات الفيلم (الإنجليزية)
- إلمار فيبر على موقع كينوبويسك (الروسية)